# 이카운트
이카운트(ECOUNT Co., Ltd.)는 1999년 설립한 이래로 ERP를 SaaS(Software as a Service) 형태로 웹에서 서비스하는 대한민국 소프트웨어 기업이다. 

2024년 8월 기준 전 세계 약 80,000개 기업에서 사용 중이다.
광고: 이카운트 ERP~ 4만원! 재고관리
이카운트 ERP~ 4만원! 생산관리
이카운트 ERP! 4만원! 회계관리는 
라디오 광고에 등장하는 노래이다.

## 설립
공인회계사로 활동 중이던 김신래는 자체 시스템이 취약한 중소기업들을 위해

비용 부담이 적고 사용이 간편한 ERP의 필요성을 느껴 1999년 창업을 결심했다.

그 당시 인터넷서비스 사업의 가능성을 본 그는,

대한민국 최초로 웹 기반의 ERP 프로그램을 서비스하기 시작하였다.

### 연혁
- 1999. 08. 법인 설립. 웹기반 ERP 서비스
- 2002. 06. Groupware 서비스
- 2009. 11. 국세청의 표준전자세금계산서 ASP 인증 획득[3]
- 2011. 12. ISO 27001 정보보안 국제인증 획득
- 2013. 04. 웹메일 서비스
- 2014. 08. 이카운트 앱(APP) 출시
- 2018. 09. 온라인 쇼핑몰 자동 주문수집 개발 및 서비스
- 2019. 03. 은행입출금 내역 및 카드매입 내역 스크래핑 개발 및 서비스
- 2023. 12. 중국, 대만, 베트남, 말레이시아, 인도네시아, 태국, 필리핀 현지 법인 운영 중
- 2024. 09. 이카운트 사옥 신축 이전

## 제품 및 서비스
ERP, 그룹웨어, 웹메일, 전자세금계산서, 계좌/카드 연동, 온라인수발주, 쇼핑몰관리 등을 서비스하고 있다.
중소기업에서 이카운트 하나면 다른 소프트웨어가 필요없도록 한다는 것이 이카운트의 개발 목표

### 이카운트 ERP
재고, 생산, 회계, 급여 등 ERP 기능을 월 4만원에 제공한다. 
유료 부가서비스인 그룹웨어, 웹메일은 한 회사에서 만들어서 당연히 ERP와 연동된다. 

### 제공 서비스
| 서비스 구분     | 항목                                                                                                 |
| --------------- | --- |
| ERP 기본        | 회계 / 자금 / 세무                                                                                   |
| ERP 기본        | 인사 / 급여                                                                                          |
| ERP 기본        | 영업 / 판매                                                                                          |
| ERP 기본        | 구매 / 재고 / 물류                                                                                   |
| ERP 기본        | 생산 / 제조 / 원가                                                                                   |
| 무료 부가서비스 | 모바일 사용 지원, ERP 앱(APP) 제공                                                                   |
| 무료 부가서비스 | 기업메신저 제공                                                                                      |
| 무료 부가서비스 | 영어, 스페인어, 일본어, 중국어(간체), 중국어(번체), 베트남어, 인도네시아어, 태국어, 한국어 동시 지원 |
| 무료 부가서비스 | 전자세금계산서 건수 제한없이 발행 무료                                                               |
| 무료 부가서비스 | 온라인 주문관리 시스템 제공                                                                          |
| 무료 부가서비스 | 온라인 급여조회 시스템 제공                                                                          |
| 무료 부가서비스 | 입출금계좌조회 및 이체업무 서비스                                                                    |
| 무료 부가서비스 | 카드매입내역조회 서비스                                                                              |
| 무료 부가서비스 | 결제대행사, 국세청 자료연동 서비스                                                                   |
| 무료 부가서비스 | 쇼핑몰 주문 연동 지원                                                                                |
| 유료 부가서비스 | 그룹웨어 - 5 User 당 50GB 제공 (1개월 무료서비스)                                                    |
| 유료 부가서비스 | 웹메일 - 10 User 당 20GB 제공                                                                        |

### 지원언어
이카운트는 ERP는 다음 9가지 언어를 지원한다.
- 영어, 스페인어, 일본어, 중국어(간체), 중국어(번체), 베트남어, 인도네시아어, 태국어, 한국어
- 지원 언어뿐만 아니라, 사용국가의 현지 세법에 맞게 부가세율 및 통화단위, 표준시간, 계정과목 등을 설정할 수 있다.

### 지사정보
- 한국 법인 (서울 본사 / 부산, 창원, 대구, 대전, 전주 지사 / 부천 고객지원센터)
- 중국 현지 법인 (上海, 中國)
- 대만 현지 법인 (新北, 臺灣)
- 베트남 현지 법인 (Ho Chi Minh, Vietnam)
- 말레이시아 현지 법인 (Kuala Lumpur, Malaysia)
- 인도네시아 현지 법인 (Jakarta, Indonesia)
- 태국 현지 법인 (Bangkok, Thailand)
- 필리핀 현지 법인(Makati, Philippines)